# Ingenieurleistungsgesellschaft für Verfahrenstechnik und Maschinenbau
IVM ist die Kurzform der Firma Ingenieurleistungsgesellschaft für Verfahrenstechnik und Maschinenbau. IVM ist Teil des Firmennamens mehrerer von Julius G. Kiss gegründeter Firmen:
- IVM Automotive, ehemaliger deutscher Hersteller von Automobilen
- IVM Engineering AG, Engineering-Dienstleister in Deutschland
- IVM International Trading AG, heute IEA International Trading AG, ein Handelsunternehmen mit Fokus Asien-Europa
- IVM Technical Consultants Wien GmbH, Engineering-Dienstleister in Österreich

## Unternehmensgeschichte
1968 wurde als Grundstock des heutigen (losen) Firmenverbandes die IVM GmbH & Co KG in München vom aus Salzburg (Österreich) stammenden Unternehmer Julius Kiss gegründet. 1979 wurde als österreichischer Dienstleister die IVM Technical Consultants Wien GmbH gegründet. 1997 erfolgte in der Schweiz die Gründung der Handelsfirma IVM International Trading AG.
1998 begann die IVM Automotive mit der Produktion von Automobilen. Im Sommer 2002 verkaufte IVM die deutsche Sparte der IVM Automotive an den Automobilzulieferer Edscha, der seinerseits das Unternehmen 2007 an Semcon veräußerte. Nach dem Verkauf der deutschen Standorte wurden die verbliebenen deutschen Gesellschaften und Auslandsstandorte (mit Ausnahme von Österreich) 2003 unter dem Dach der neuen MVI Group zusammengefasst, deren Leitung Arpad Kiss und Elke Kiss, die Kinder des Unternehmensgründers, übernahmen.

## Fahrzeuge
In Zusammenarbeit mit Callaway Cars entstand auf Basis der Corvette das Modell C 12. Es wurde im Frühjahr 1998 auf dem Genfer Auto-Salon vorgestellt und war ab Herbst 1998 als Coupé lieferbar. Später folgte ein Roadster. Auf der IAA im Herbst 1999 wurde zusätzlich ein Coupé mit einer Karosserie aus Karbon vorgestellt, das 20 kg leichter war als das normale Coupé. Für den Antrieb in allen Fahrzeugen sorgte ein V8-Motor mit 5666 cm³ Hubraum, der über der Vorderachse montiert war und die Hinterräder antrieb. Zur Wahl standen ein Motor mit 330 PS Leistung in Verbindung mit einer Automatik sowie ein leistungsgesteigerter Motor mit 440 PS in Verbindung mit einer Sechsgang-Handschaltung. Die Höchstgeschwindigkeit betrug 304 km/h für die leistungsgesteigerte Variante und 306 km/h für Fahrzeuge mit Karbonkarosserie.